# Adalbert von Ballenstedt
N. N. (möglicherweise Adalbert (?); * um 970) war Graf von Ballenstedt und Vogt des Klosters Nienburg und der Propstei Hagenrode. Er ist der erste nachweisbare Vorfahre der Askanier.

## Leben
Sein Name ist unbekannt. Er wurde nach seinem Enkel Adalbert ebenfalls als Adalbert vermutet, kann aber auch anders geheißen haben.
Bekannt ist, dass er der Vater von Esiko, dem ersten namentlich bekannten Askanier war, in der Ehe mit Hidda, Tochter des Markgrafen Hodo von der sächsischen Ostmark. Dieser war mit einem Markgrafen Christian aus dem Gau Serimunt verwandt, woraus auf den Nachkommen Esiko möglicherweise Besitzungen in diesem Gebiet und die Vogtei über Nienburg und Frose stammten (?).
Der Sachsenspiegel berichtete, dass N.N.s (Adalberts) Vorfahren mit der Einwanderung schwäbischer Stämme um 568 in das Gebiet am Unterharz, den sogenannten Schwabengau, gekommen und dort ansässig geworden sind.
Weitere Kinder könnten gewesen sein
- Uta, später vermählt mit Ekkehard II. (Markgraf zu Meißen), bekannt als „Uta von Naumburg“
- Dietrich, später Propst zu Ballenstedt (?),
- Ludolf, später Mönch zu Corvey, und
- Hazecha, später Äbtissin von Stift Gernrode